# Demetriusz Paleolog Metochites
Demetriusz Paleolog Metochites, (gr.) Δημήτριος Παλαιολόγος Μετοχίτης (zm. 29 maja 1453) – ostatni bizantyński gubernator Konstantynopola.

## Życiorys
Pochodził z rodziny Metochitów, jego matka była z rodziny Paleologów. Pierwszy raz jest wzmiankowany w 1433 roku. Był tym czasie członkiem bizantyńskiej delegacji na sobór w Bazylei. Był przeciwnikiem zawierania unii z kościołem rzymskim. Około 1435/1437 został mianowany gubernatorem wyspy Lemnos. Obronił wyspę przed atakami Turków. W 1449 został gubernatorem Konstantynopola. Zginął wraz z jednym z synów, podczas finalnego tureckiego ataku na miasto 29 maja 1453.